# The Rock Show
The Rock Show is een nummer van de Amerikaanse poppunkband Blink-182 uit 2001. Het is de eerste single van hun vierde studioalbum Take Off Your Pants and Jacket.
Het nummer werd geschreven door bassist Mark Hoppus. Hij baseerde het nummer op zijn herinneringen aan Soma, een nachtclub in San Diego. 